# 윤은숙
윤은숙(尹銀淑, 1967년 ~ )은 대한민국의 역사학자이다. 몽골국 아카데미 산하 역사연구소에서 석사학위를, 강원대학교 사학과에서 박사학위를 받았다. 2006년 발표한 박사학위 논문 《몽원 제국기 옷치긴가의 동북만주 지배 : 중앙정부와의 관계 추이를 중심으로》에서 조선 태조 이성계는 몽골 군벌로 조선의 건국은 한반도의 자생적 산물이 아닌 13~14세기 동북아 격변사의 총체적 열매라고 주장하였다. 강원대학교 교수로 재직중이다. 

## 주요 저술
- 몽골제국의 만주 지배사 (2010년), 소나무, ISBN 978-89-7139-565-3

### 역서
- 몽골인 그들은 어디서 왔나? (2009년), 장지우허 지음, 소나무, ISBN 978-89-7139-556-1 (공역)